# Westfield (wieś w hrabstwie Marquette)
Westfield – wieś w Stanach Zjednoczonych, w stanie Wisconsin, w hrabstwie Marquette.